# Adrien Borel
Pour les articles homonymes, voir Borel.
Adrien Alphonse Alcide Borel, né le 19 mars 1886 à Paris (6e) et mort le 19 septembre 1966 à Beaumont-lès-Valence, est un psychiatre français.

## Biographie
Fils de Joseph Adrien Alphonse Borel, médecin ardéchois et petit-fils d'un pharmacien de Crest, il fait ses premières études à Privas et à Lyon où il obtient son baccalauréat. Il fait ses études de médecine à Paris où il devient interne en 1908 aux hôpitaux de Sainte-Anne et de Bichat, avant de décrocher son titre en 1913. Sa thèse de médecine, soutenue en 1913, est intitulée « Contribution à l'étude des réflexes dans la démence précoce ».
Pendant la Première Guerre mondiale, il est gravement blessé aux combats en 1915, où il servait comme chirurgien-auxiliaire. Il suit un début de psychanalyse auprès de René Laforgue, et devient ensuite un des premiers à pratiquer la cure psychanalytique en France ; de plus, il s'intéresse aux arts et surtout à la littérature. Il est en particulier proche des surréalistes, partageant avec eux un intérêt pour l'inconscient, le rêve éveillé - il écrit notamment Les Rêveurs éveillés (Gallimard, 1925), en collaboration avec Gilbert Robin.
Dès le milieu des années 1920, il devient le psychothérapeute de plusieurs écrivains, comme Michel Leiris ou Georges Bataille, entre autres, avant de cesser de pratiquer l'analyse. Sa rencontre avec Bataille fut capitale, surtout pour l'écrivain, et les deux hommes restèrent amis toute leur vie. C'est à la suite de son analyse avec Borel que Bataille écrira Histoire de l'œil, son premier ouvrage, paru anonymement en 1928 sous le pseudonyme de Lord Auch et distribué sous le manteau. Au cours de son analyse, le psychiatre communiqua à Bataille des photographies du supplicié chinois Fou-Tchou Li, découpé vivant en cent morceaux (supplice du lingchi). Ces images qui eurent sur lui, d'après ses propres termes, une « valeur infinie de renversement », Bataille les évoque une première fois dans son essai L'Expérience intérieure (1943), et les publie trente-cinq ans plus tard dans Les Larmes d'Éros (1961).
En 1926, Adrien Borel est membre fondateur de la Société psychanalytique de Paris qu'il préside de 1932 à 1934, avant d'en démissionner après la guerre,.
En 1950, Adrien Borel interpréta, sous le pseudonyme "André Guibert", le rôle du Curé de Torcy dans Le journal d'un curé de campagne de Robert Bresson, d'après le roman de Georges Bernanos.
De 1949 à 1955, il exerça à l'Hôpital Bichat chez le professeur Guy Laroche, chef de service.
En 1957, il présida la Société médico-psychologique qu'il avait rejoint en 1923.
Bon vivant et proche de ses patients, confident et ami des artistes, il est considéré comme un « psychiatre cultivé et humaniste »,,.

## Publications
- Contribution à l'état des réflexes ds la démence précoce, thèse de médecine, Paris, 1913.
- « Le masque symbolique d'une bouffée délirante chez une jeune fille de 18 ans », Le Disque Vert, (Bruxelles), n° spécial, 1924, p. 100-108. scan
- En collaboration avec Gilbert Robin, « Les rêveurs. Considérations sur les mondes imaginaires », L’Évolution psychiatrique, vol. 1,‎ 1925, p. 155-192 (lire en ligne).
- En collaboration avec Gilbert Robin, Les Rêveurs éveillés, Paris, Gallimard, coll. « Les Documents bleus », 1925, 218 p.
- « L'obsession », Revue Française de Psychanalyse, (Paris), Vol. 5, no 4, 1932, p. 586-648.
- « Originalité de la psychothérapie analytique », Le Journal de Médecine Française 1933, 22: p. 134-37.
- « La Pensée magique dans l’art », Revue Française de Psychanalyse, vol. 7, no 1,‎ 1934, p. 66-83 (lire en ligne).
- « L'expression de l'ineffable dans les états psychopathiques », Évolution Psychiatrique, 1934, Vol. 4, no 2, p. 35-53.
- « Les convulsionnaires et le diacre Paris », Evolution psychiatrique, vol. 4,‎ 1935.
- « Le symptome mental : valeur et signification », Evolution psychiatrique, vol. 1,‎ 1947, p. 105-122.
- « Quelques résultats de lobotomie », Évolution Psychiatrique, 1949, no 4, p. 517-521.